# Andreas Hochwimmer
Andreas Hochwimmer (* 16. Dezember 1975 in Zell am See) ist ein österreichischer Politiker der Freiheitlichen Partei Österreichs (FPÖ). Seit dem 14. Juni 2023 ist er Abgeordneter zum Salzburger Landtag.

## Leben

### Ausbildung und Beruf
Andreas Hochwimmer besuchte die Bundeshandelsakademie Zell am See, wo er 1996 maturierte. Anschließend begann er an der Paris-Lodron-Universität Salzburg ein Studium der Rechtswissenschaften, welches er 2002 mit einer Diplomarbeit zum Thema Die Einwilligung in die Körperverletzung gemäß § 90 Abs. 1 StGB als Magister iuris abschloss. Darauf aufbauend absolvierte er noch das Doktoratsstudium der Rechtswissenschaften an der Paris-Lodron-Universität Salzburg, das er mit einer Dissertation zum Thema Die studentische Schlägermensur im Lichte des österreichischen Strafrechts 2008 als Doktor der Rechte beendete.
Er ist seit 2009 als selbständiger Rechtsanwalt in Salzburg tätig, seit 2010 als Teil einer Kanzlei.

### Politik
Hochwimmer engagierte sich bereits früh in Vorfeldorfanisationen der FPÖ und war etwa Stellvertretender Bundesobmann im Ring Freiheitlicher Jugend Österreich, Bundesvorstand im Ring Freiheitlicher Studenten sowie im Freiheitlicher Akademikerverband Salzburg tätig. Von 2015 bis 2019 war er Landesparteisekretär der FPÖ Salzburg und ist bis heute Stellvertretender Bezirksparteiobmann der FPÖ Salzburg-Stadt und Teil der Landesparteileitung der FPÖ Salzburg.
Bei der Landtagswahl 2023 kandidierte er auf Platz 4 im Landtagswahlkreis Salzburg, konnte jedoch, nachdem er hier kein Mandat erreichte, über die Landesparteiliste in den Landtag einziehen. Am 14. Juni 2023 wurde er in der konstituierenden Sitzung der XVII. Gesetzgebungsperiode als Abgeordneter zum Salzburger Landtag angelobt.

### Privates
Hochwimmer ist verheiratet und Vater zweier Söhne. Er ist Mitglied der pflichtschlagenden Schülerverbindung Alte Gymnasialverbindung Rugia sowie der pflichtschlagenden Akademischen Landsmannschaft der Salzburger zu Salzburg.